# Rodelen
Rodelen (in het Hoogduits/Zwitsers: rotteln, rütteln, schütteln) is het op een slede van de berg afglijden. In tegenstelling tot bij skeleton ligt de rodelaar op zijn rug, met de voeten naar voren.
De wedstrijdrodel die wordt gebruikt, wijkt af van de normale slee, doordat de constructie niet star is, maar beweegbare delen bezit die het mogelijk maken te sturen.

## Rodelen als sport

### Geschiedenis
De oervorm van de slede was reeds duizenden jaren geleden bekend. Lange tijd werd de slee echter alleen gebruikt als transportmiddel. Op 12 februari 1883 werd in Zwitserland de eerste internationale rodelwedstrijd gehouden op een vier kilometer lang parcours tussen Klosters en Davos. De wedstrijd kende twee winnaars die beiden in een tijd van negen minuten en 15 seconden over de streep kwamen: de Australische student Georg Robertson en de Oostenrijkse postbode Peter Minsch. De deelnemers aan de wedstrijd kwamen uit Australië, Duitsland, Engeland, Nederland, Zweden en Zwitserland.
Dertig jaar later, in 1913, richtten Duitsland, Oostenrijk en Zwitserland in Dresden de Internationaler Schlittensportverband (ISSV) op, de voorloper van de huidige internationale rodelbond Fédération Internationale de Luge de Course (FIL).
De ISSV organiseerde in 1914 het eerste Europees kampioenschap rodelen, dat plaats had in Reichenberg, Bohemen (tegenwoordig Liberec, Tsjechië). Door de Eerste Wereldoorlog zou het tot 1927 duren voordat het tweede kampioenschap zou worden gehouden. Er was toen ook een competitie voor vrouwen. In 1955 werd het eerste wereldkampioenschap gehouden in het Noorse Oslo. Olympisch werd de sport in 1964 toen twaalf landen aan de start stonden bij de Olympische Spelen in Innsbruck.
Tot die tijd werden de grote wedstrijden gehouden op aangelegde banen. In 1970 organiseerde de FIL het eerste Europees kampioenschap rodelen op een natuurlijke baan. Negen jaar later werd voor dit onderdeel voor het eerst een wereldkampioenschap gehouden.
De sport kwam op de Winterspelen van 2010 negatief in het nieuws toen tijdens een officiële training de Georgiër Nodar Koemaritasjvili om het leven kwam. De baan stond al als gevaarlijk te boek.

### Natuurbanen en kunstmatige banen
Zowel op natuurbanen als aangelegde banen worden wedstrijden, wereld- en continentale kampioenschappen gehouden. Bij de Olympische Winterspelen maakt men uitsluitend gebruik van kunstmatige banen.

#### Kunstmatige banen
In 2022 bestaan er over de hele wereld zestien kunstmatige banen die worden gebruikt voor rodelen, bobsleeën en skeleton.

#### Natuurlijke banen
Natuurlijke banen worden meestal in de winter geprepareerd op bergwegen en -paadjes. De meeste banen zijn te vinden in Duitsland, Oostenrijk, Polen, Canada, de Verenigde Staten en Slovenië.

### Techniek
Op aangelegde banen wordt de beginlijn gepasseerd met een vliegende start vanaf een anderhalf meter of hoger gelegen bordes. De op de rodel zittende deelnemer pakt de links en rechts op de startplaats aangebrachte beugels vast, en beweegt de slede door armkracht ten hoogste driemaal heen en weer voordat hij zich afzet, om de noodzakelijke aanvangssnelheid te krijgen. Ook de zogenoemde peddelmethode wordt toegepast. Daarbij zet de rodelaar, teneinde de slede te versnellen, zich enkele malen met de handen op de grond af. Na de start mag de baan noch met de handen noch met de voeten worden aangeraakt. Teneinde de luchtweerstand tot een minimum te beperken ligt de rodelaar zo veel mogelijk achterover op de slede met één hand aan de stuurriemen en de andere aan de hoofdbalk van de rodel. De naar binnen gedraaide voeten steken voor de rodel uit en steunen op de opbouw van de lopers. Door met de benen druk op een van de zijden van de rodel uit te oefenen kan deze in de gewenste richting worden gestuurd. Deze richtingverandering wordt nog ondersteund door verplaatsing van het gewicht van het bovenlichaam naar de binnenzijde van de bocht en het heffen van de lopers door aan de stuurriem te trekken.

### Wedstrijden
Op de hoogste niveaus worden wedstrijden gehouden voor de mannen individueel, mannen dubbel, vrouwen individueel en een landenwedstrijd. Het landenteam bestaat uit een mannelijke en een vrouwelijke rodelaar en een mannen dubbel. De afzonderlijke tijden worden dan bij elkaar opgeteld.
De FIL organiseert de volgende kampioenschappen:
- Kunstmatige banen
  - Rodelen op de Olympische Winterspelen
  - Wereldkampioenschappen rodelen
  - Wereldbeker rodelen
  - Europese kampioenschappen rodelen
- Natuurlijke banen
  - Wereldkampioenschappen rodelen op natuurlijke banen
  - Europese kampioenschappen rodelen op natuurlijke banen

### Tijdmetingen
Tijden werden bij de eerste Olympische wedstrijden in honderdsten van een seconde gemeten. Toen acht jaar later op de Spelen van 1972 de dubbelteams van Oost-Duitsland en Italië gelijktijdig eindigden, besloot de FIL om vanaf dan alle tijden in duizendsten van seconden te meten. Dit is nu nog steeds het geval.